# Molly (namn)

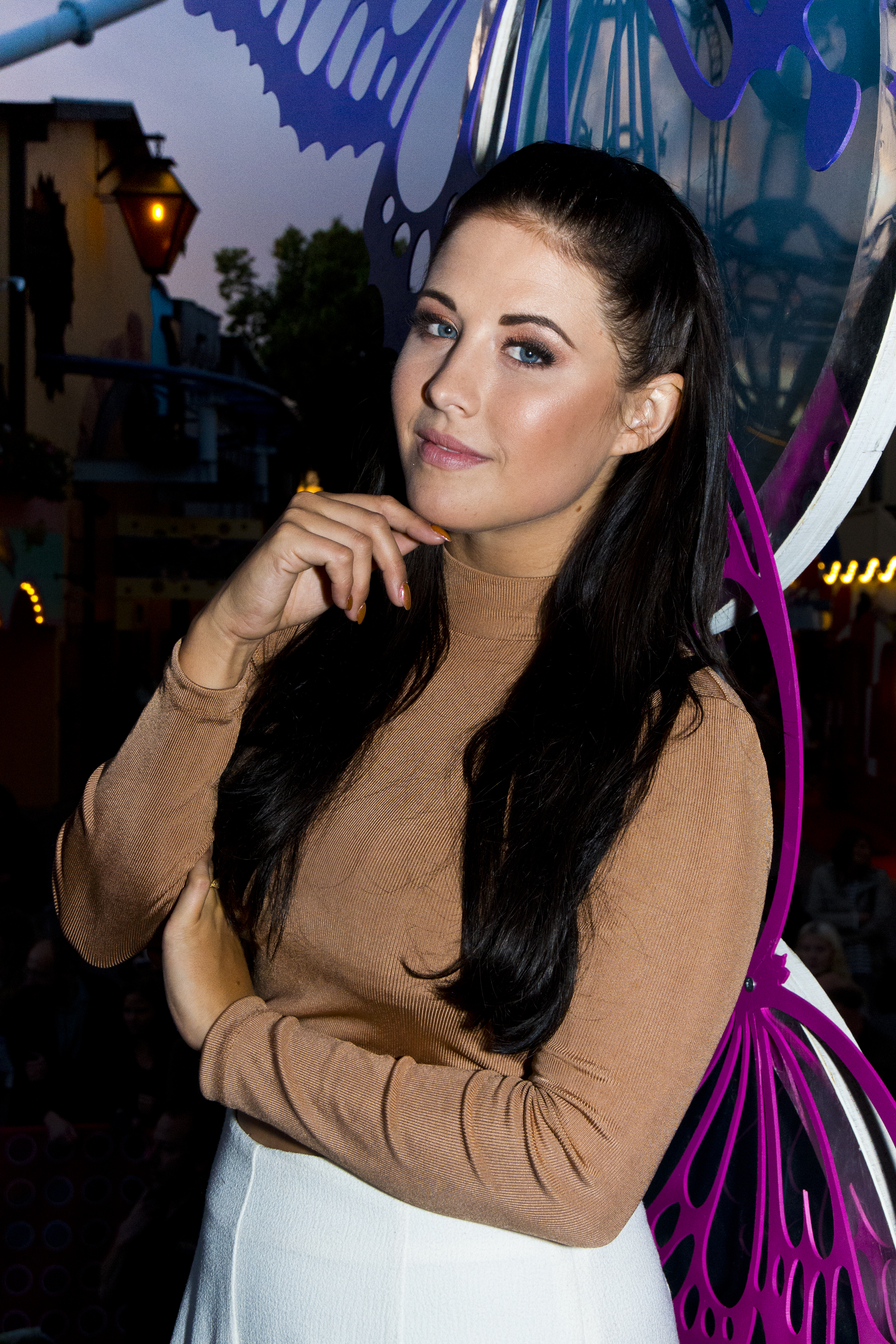
Molly Sandén, 2016.

Molly, Molli eller Mollie är ett kvinnligt förnamn, ursprungligen en smeknamnsform av de engelska namnen Margareth och Mary. Namnet Mary i sig är engelsk form av det Arameiska namnet Maria som möjligen betyder 'morsk' eller 'trotsig'. 2011 bar 675 kvinnor namnet i Sverige.[källa behövs]
I den finlandssvenska namnsdagslängden har Molly namnsdag 15 augusti sedan 2015.

## Personer med namnet Molly/Molli
- Molly Hammar, född 1995, svensk sångerska och låtskrivare
- Molly Hartleb, född 1976 i Stockholm, svensk filmregissör och manusförfattare.
- Molly Nutley, född 1995, svensk skådespelare
- Molly Ringwald, född 1968, amerikansk skådespelare.
- Molly Sandén, född 1992, svensk sångare.
- Molly Shannon, född 1964, amerikansk skådespelare och komiker.
- Molly Sims, född 1973, amerikansk fotomodell och skådespelare.

## Fiktiva figurer med namnet Molly/Molli
- Molly Moon, figur i barn- och ungdomsbokserien med samma namn av Georgia Byng
- Molly Vigg, figur från Kalle Anka-serierna.
- Molly Weasley, figur från Harry Potter-böckerna.